# 熊野本宮社 (名取市)
熊野本宮社（くまのほんぐうしゃ）は、宮城県名取市にある神社である。名取熊野三社のうちの一社。

## 祭神
祭神は熊野櫛御家都御子大神、熊野牟須美大神、熊野速玉之男大神を主祭神とし、他に11柱神を配祀する。

## 歴史・概要
名取熊野三社の一社として保安元年(1120年)に創建。創建当時は現社地より500m程南西の小館という小高い丘に鎮座していた。また地名も紀州熊野本宮大社の大齋原に準えて大原と称していたという。
源頼朝が奥州平泉東征をする際、当社に武運を祈願し軍に赴き霊験あらたかな様を覚え、文治5年(1189年)9月再び詣でて深く謝拝したと伝えられている。それ以来武家諸公の崇敬が篤く、永禄6年(1563年)12月、奥州探題伊達晴宗より熊野本宮本殿屋根葺替並びに神輿、神馬、馬具等が奉納されている。
万治元年(1658年)に現社地に遷座。現本殿は元禄6年(1693年)に建て替えられ、長床、鐘楼、神輿殿などの建物が建てられた。また昭和8年(1933年)に拝殿、社務所、摂社を建設し、昭和58年(1983年)に本殿を営繕し幣殿、社務所の建替え整備が行われている。
社地の前には熊野本宮大社の傍を流れる川に見立てた音無川が存在する。

また、当社には古く山伏によって伝えられたという市指定無形民俗文化財の熊野堂十二神鹿踊が保存継承されている。

## 交通アクセス
バス　宮城交通(尚絅学院大線・ライフタウン名取線)　熊野堂温泉入口停留所徒歩約10分